# Desastre de Seveso
El desastre de Seveso va ser un accident mediambiental industrial que es va produir al voltant de la mitjanit del 10 juliol de 1976, en una petita planta de fabricació de productes químics aproximadament a uns 15 km al nord de Milà, a la regió de Llombardia, Itàlia. El personal de manteniment de la fàbrica va veure sorgir un núvol blanc i dens d'un orifici de ventilació. L'alliberament es va prolongar durant uns 20 minuts, i el núvol tòxic va arribar a altituds considerables. Al cap d'una hora els operadors van ser capaços de baixar les altes temperatures en el reactor afegint-hi aigua de refrigeració.
Esdevingué la major explosió de 2,3,7,8-tetraclorodibenzo-p-dioxina (TCDD) en poblacions residencials, per la qual cosa, l'accident va donar lloc a nombrosos estudis científics i reglaments de seguretat industrial estandarditzats. Un clar exemple són les normes de seguretat industrial de la UE, conegudes com a Directiva Seveso II i posteriorment la Directiva Seveso III.

## Localització
Se l'anomena la catàstrofe de Seveso perquè es produí a Seveso, un municipi a uns 15 km Milà. Amb una població de 17.000 habitants (1976), va ser la comunitat més afectada. Altres comunitats veïnes afectades van ser Meda (19.000 habitants), Desio (33.000 habitants), Cesano Maderno (34.000 habitants) i en menor mesura Barlassina (6000 habitants) i Bovisio - Masciago (11000 habitants). La planta industrial, ubicada a Meda, era propietat de l'empresa ICMESA (Industrie Chimiche Meda Società Azionaria), una subsidiària de Givaudan que al seu torn era una filial de Hoffmann-La Roche (Roche Group). L'edifici de la fàbrica havia estat construït feia molts anys, i la població local no el percebia com una font potencial de perill. D'altra banda, hi havia hagut petites exposicions de dioxines que s'havien produït prèviament en accidents de treball, a una escala més limitada. Arran d'aquests incidents, s'havien fet canvis en els processos que comprometien la seguretat de les instal·lacions de la planta, però no van ser comunicades a les autoritats responsables de la salut i la seguretat pública. A la llum dels accidents, estava clar que era necessària una nova legislació per millorar la seguretat de les instal·lacions industrials, per planificar les emergències i per fer front als aspectes regionals i transfronterers més amplis de la seguretat industrial. La Directiva Seveso, adoptada pel Consell de Ministres de les Comunitats Europees al juny de 1982 (Directiva 82/501/CEE), és el resultat d'aquests esforços.

## Química de l'accident
L'accident va tenir lloc en un dels edificis de la fàbrica. Amb l'1,2,4,5-tetraclorobenzè (1) com a reactiu es produeix el producte químic 2,4,5–triclorofenol (2) a partir d'una substitució nucleòfila aromàtica amb hidròxid de sodi.
L'objectiu d'aquesta reacció era la intenció d'obtenir el 2,4,5-triclorofenol (2) com un intermedi de la formació de l'hexaclorofè (3), a partir de la seva alquilació amb formaldehid en presència d'àcid sulfúric concentrat.
La reacció s'ha de portar a terme a una temperatura superior del que era capaç la planta en condicions normals i es va decidir utilitzar el vapor que sortia del tub d'escapament del generador elèctric que es tenia al costat i es va fer passar per un tub que es va instal·lar al voltant del reactor químic. La pressió i la temperatura del vapor en condicions normals era de 12 bars i 190 °C, que provocava una temperatura de la mescla de la reacció de 158 °C, molt a prop de la seva temperatura d'ebullició de 160 °C. Tests de seguretat que s'havien portat a terme revelaven que una reacció secundària exotèrmica tenia lloc quan la temperatura de la mescla de reacció arribava als 230 °C. Un dels punts crucials en l'accident va ser el fet que no es tenia un lector de la temperatura del vapor disponible pels operadors de planta responsables del reactor.
L'accident del vessament químic va passar quan es va aturar el procés abans d'arribar a l'últim pas, l'extracció de l'etilenglicol de la mescla de reacció per destil·lació, degut a l'aplicació d'una llei italiana que obligava el tancament de les plantes durant el cap de setmana. Altres parts de la fàbrica ja havien començat a tancar, ja que els processos d'altres reaccions ja havien acabat, aquest fet va provocar la reducció de l'energia consumida en tota la planta, provocant una forta baixada en la càrrega de la turbina elèctrica causant un increment de la temperatura del vapor fins als 300 °C. Aquesta temperatura anormalment alta va arribar al reactor escalfant la mescla de la reacció. En no tenir un aparell de lectura de la temperatura del vapor, els operadors del reactor no eren conscients d'aquesta presència de calor addicional i van parar el procés tal com haguessin fet normalment, aïllant el vapor i tancant l'agitador del reactor. Al no funcionar l'agitador l'alta temperatura es va acumular en la part alta de la mescla de reacció arribant a la temperatura crítica de la reacció exotèrmica secundària vistes en els tests de seguretat. Certament, la temperatura crítica es va demostrar que era només de 180 °C, 50  °C menys del que es creia. A aquesta baixa temperatura crítica, va començar la descomposició lenta però fóra de control de l'etilenglicol, deixant anar més calor i provocant una reacció secundària ràpida i descontrolada quan la temperatura va arribar als 230 °C set hores després. Aquesta segona reacció és incontrolable fins als 410 °C i el procés que té lloc és la reacció entre el 2,4,5-triclorofenol (2) amb ell mateix formant la dioxina (4) (TCDD).
Finalment la vàlvula d'escapament del reactor es va obrir, deixant anar 6 tones de productes químics a l'aire que es van escampar 18 km² a la rodona. Entre les substàncies alliberades es trobava 1 kg de 2,3,7,8-tetraclorodibenzo-p-dioxina (TCDD). Si la reacció hagués tingut lloc a la temperatura adequada, la quantitat d'aquesta substància en la mescla de reacció hauria estat d'1 ppm, però en condicions d'altes temperatures associades a la reacció descontrolada, la producció de TCDD va arribar als 100 ppm o més. A part del TCDD, també es va alliberar hidròxid de sodi, etilenglicol i triclorofenat de sodi.

## Efectes immediats
La zona afectada es va dividir a les zones A, B i R en ordre decreixent de concentracions de TCDD en la superfície del sòl. La zona A es va dividir en 7 subzones. Es va informar a la població local de no tocar o menjar fruites o verdures conreades localment.
- Zona A tenia una concentració en el sòl de TCDD > 50 micrograms per metre quadrat (µg/m²), tenia 736 residents.
- Zona B tenia una concentració en el sòl de TCDD d'entre 5 i 50 µg/m², que tenia al voltant de 4,700 residents.
- Zona R tingut insignificant o una concentració en el sòl TCDD de < 5 µg/m², tenia 31.800 residents.

Quinze nens van ser hospitalitzats ràpidament amb inflamació de la pell. Al voltant d'unes 1.600 persones de totes les edats van ser examinades i 447 van sofrir lesions en la pell o acne clòric. A finals d'agost, la zona A, va ser evacuada i cercada.
Als pocs dies van aparèixer morts un total de 3.300 animals, sobretot aus i conills. Es va haver d'iniciar un sacrifici d'emergència per tal de prevenir que la TCDD entrés a la cadena alimentària. El 1978 més de 80.000 animals havien estat sacrificats.
Va ser creat un centre d'assessorament per a les dones embarassades de les quals només 26 van optar per avortar, que era legal en casos especials. Altres 460 dones van tenir els seus embarassos sense problemes i els seus fills no van mostrar cap malformació o patologia aparent.
El director tècnic i el de producció de Icmesa, Herwig von Zwehl i Paolo Paoletti, van ser arrestats. Es van establir dues comissions governamentals per desenvolupar un pla per posar en quarantena i descontaminar la zona, on el govern italià va assignar 40 mil milions de lires (34,6 milions d'euros).

## Estudis dels efectes immediats i de llarg termini
L'any 1991, catorze anys després de l'accident, un estudi va tractar d'avaluar els efectes de les milers de persones exposades a la dioxina. L'efecte advers per la salut més evident va ser el cloracne (193 casos). Altres primers efectes reversibles que es van observar va ser la neuropatia perifèrica i la inducció de l'enzim hepàtic. La determinació d'altres possibles efectes de l'exposició a la dioxina (per exemple, malformacions i patologies de naixement) es van veure obstaculitzades per la falta d'informació, no obstant això, no hi havia un augment evident dels riscos.
L'any 1998, un estudi va arribar a la conclusió que el cloracne va ser l'únic efecte establert amb certesa. Els primers estudis de salut incloent la funció hepàtica, la funció immunològica, dany neurològic i efectes reproductius van obtenir resultats no concloents.
Un excés de mortalitat per malalties cardiovasculars i respiratòries va ser descobert, que va ser relacionat amb les conseqüències psicosocials de l'accident a més de la contaminació química. També es va trobar un excés de casos de diabetis. Els resultats de seguiment de la incidència del càncer i mortalitat va mostrar una major incidència de càncer gastrointestinal i del sistema hematopoètic i limfàtic. Malgrat això, els resultats no poden ser considerats com a concloents a causa de les diverses limitacions: la falta de dades individuals d'exposició a la dioxina, un període curt de latència i la petita part de la població de certs tipus de càncer.
Un estudi el 2001 no va observar cap augment de les causes i mortalitat per càncer. No obstant, els resultats recolzen que la dioxina és carcinògena per als éssers humans i corroboren les hipòtesis de la seva relació amb efectes cardiovasculars i endocrins. En 2009, una actualització que inclou l'estudi fins a l'any 1996, van trobar l'augment de neoplasmes en teixits del sistema limfàtic i hematopoètic i l'augment de càncer de mama.

## Operacions de neteja
El gener de 1977, es va completar un pla d'acció que consistia en l'anàlisi científica, l'ajuda econòmica, la supervisió mèdica i la restauració i descontaminació de la zona. Poc després Icmesa va començar a pagar les primeres indemnitzacions als afectats. Més tard, aquesta primavera es van iniciar les operacions de descontaminació i al juny es va posar en marxa un sistema de vigilància de la salut epidemiològica per 220.000 persones. Al setembre es va crear el Comitè Directiu Internacional, dotat amb experts de tot el món, amb la finalitat d'avaluar les dades científiques generades.
Al juny de 1978, el govern italià va elevar el seu préstec inicial a 115 mil milions de lires. A finals d'any la majoria de les reclamacions d'indemnització individuals s'havien resolt fora dels tribunals. El 02 de febrer 1980 Paolo Paoletti - Director de Producció en Icmesa - va ser assassinat a tirs a Monza per un membre de l'esquerra radical italiana organització terrorista Primera Línia. El 19 de desembre 1980 els representants de la Regió de Llombardia, República Italiana i Givaudan i Icmesa van signar un acord de compensació amb la presència del primer ministre d'Itàlia, Arnaldo Forlani. La quantitat total d'aquesta compensació va ser de 20 mil milions de lires.
L'any 1984, el Comitè Directiu Internacional va publicar el seu informe final que indica que, amb l'excepció del cloracné, els efectes adversos no poden ser atribuïts a la TCDD.

### Residus de neteja
Els residus de neteja de la planta química eren una mescla de roba de protecció i residus químics. Aquests residus es van envasar en recipients que havien estat dissenyats per a l'emmagatzematge de residus nuclears. Es va acordar que els residus deurien ser disposats de manera legal.
L'any 1982, l'empresa Mannesmann Italiana va ser contractada per dipositar els productes químics contaminats de la Zona A. Mannesmann Italiana va posar com a condició que no se li notificaria el lloc de disposició a Givaudan, la qual cosa va portar a aquests a insistir que un notari certifiqués l'eliminació. El 09 de setembre 41 barrils de residus tòxics van ser trets dels locals Icmesa. El 13 de desembre, el notari va donar una declaració jurada que els barrils havien estat eliminats d'una manera aprovada.
Poc després, al febrer de 1983, el programa "A bon entendeur" en la Télévision Suisse Romande, un canal de televisió suïssa en francès, va seguir la ruta dels barrils fins a Saint-Quentin, en el nord de França, on van desaparèixer. Es va produir un debat públic en el qual nombroses teories van ser proposades quan es va descobrir que Mannesmann Italiana havia contractat a dos subcontractistes per desfer-se dels residus tòxics. El 19 de maig es van trobar els 41 barrils en un escorxador a Anguilcourt-le-Sart, un poble del nord de França. Des d'allàvan ser traslladats a una base militar francesa a prop Sissonne. El Grup Roche (empresa matriu de Givaudan) es va encarregar de disposar adequadament dels residus. El 25 de novembre, més de nou anys després de la catàstrofe, el Grup Roche, va emetre una declaració pública comunicant que els residus tòxics que constaven de 42 barrils (es va afegir un a l'inici de l'any) havien estat incinerats a Suïssa. Segons New Scientist es pensava que l'alt contingut de clor dels residus podria provocar danys en l'incinerador d'alta temperatura utilitzada per Roche, però Roche va declarar que anaven a cremar els residus en l'incinerador i reparar-ho després si estigués danyat. Van declarar que volien assumir la responsabilitat de la destrucció segura dels residus.

### Cas criminal
El setembre del 1983, el Tribunal Penal de Monza va sentenciar a cinc ex treballadors de Icmesa o de la seva empresa matriu, Givaudan, a penes de presó que van des dels 2,5 anys a 5 anys. Tots ells van apel·lar.
Al maig de 1985, el Tribunal d'Apel·lació de Milà va declarar tres dels cinc acusats no culpables: els altres dos encara enfrontats a acusació, van apel·lar a la Cort Suprema a Roma.
El 23 de maig de 1986, la Cort Suprema de Justícia a Roma va confirmar la sentència contra els dos acusats restants, a pesar que el fiscal havia demanat la seva absolució.

## Conclusions
Les operacions de seguretat dirigides pels directors de la companyia i el govern local foren incompetents, ja que dues setmanes després que es declarés públicament que la dioxina havia estat emesa es va començar l'evacuació. Pocs estudis científics havien confirmat el nivell de perill que planteja la TCDD i les escasses regulacions industrials, van donar com a resultat la sorpresa de la població local quan va ocórrer l'accident i, en tal situació, la ciutadania es va espantar molt. La confrontació amb un verí invisible possiblement extremadament perillós per a la salut humana va ser una experiència molt traumàtica per a les petites comunitats rurals.
"En aquest context, Seveso es va convertir en un microcosmos on tots els conflictes existents dins de la societat (polítics, institucionals, religiosos, industrials) es van reflectir. No obstant això, en un temps relativament curt, aquests conflictes disminuïren i la recuperació de la comunitat van procedir. Perquè, a Seveso, la part responsable es coneixia des del principi i aquests aviat van procedir a la reparació. A més, l'eventual desaparició de la mateixa fàbrica, de l'exportació de les substàncies tòxiques i del sòl contaminat varen permetre a la comunitat “sentir-se neta”. La resolució de les seqüeles del trauma, fet fonamental per a la recuperació de la comunitat, es va veure facilitada per aquestes circumstàncies favorables".
Seguidament al desastre, la Comunitat Europea va aprovar el 1982 un conjunt de reglaments per a la seguretat industrial, l'anomenada Directiva Seveso. La Directiva Seveso es va actualitzar el 1996, es va acabar de modificar el 2008 sota el nom de Directiva Seveso II (o dels reglaments COMAH al Regne Unit) i finalment es redactà la Directiva Seveso III al juliol de 2012.
El tractament del sòl en les zones afectades va ser tan extensa que actualment té un nivell de dioxines per sota del que normalment es troben. Tot el lloc s'ha convertit en un parc públic, i alguns diuen que Seveso és ara el lloc menys contaminat d'Itàlia.
Es podria argumentar que Seveso és un desastre que encara no presenta conseqüències desastroses identificables. Diversos estudis científics, realitzats sobre la salut de la població de les comunitats circumdants, estableixen que les persones exposades a TCDD són més susceptibles als càncers rars, però sense un excés estadístic significatiu. Es va fer un seguiment epidemiològic sobre (amb les respectives dates de terminació): avortaments (1982); malformacions (1982); tumors (1997); morts (1997); salut dels treballadors i malalts de cloracne (1985).
Atès que el TCDD és el contaminant més significatiu en l'Agent Taronja (usat durant la guerra del Vietnam), la catàstrofe de Seveso dona informació valuosa sobre els efectes de l'Agent Taronja en la flora i fauna del Vietnam, així com sobre la salut dels vietnamites.